# 밀라 요보비치
밀라 요보비치(영어: Milla Jovovich, 1975년 12월 17일~)는 미국의 배우, 모델, 가수이다. 모어인 러시아어를 포함해서 영어, 프랑스어를 구사할 수 있다. 하지만 아버지의 모국어인 세르비아어는 모른다고 한다.

## 생애
우크라이나 키예프에서 세르비아계 소아청소년과 의사 아버지와 러시아계 배우 어머니 사이에 태어났다. 부모가 이혼한 후 1981년 어머니와 함께 미국 캘리포니아주 새크라멘토로 이민을 떠나 성장했다. 중성적인 분위기를 풍기는 매력적인 외모와 완벽한 몸매로 11세 때부터 마드무아젤, 보그, 엘르 등 유명 패션지들의 표지를 장식하며 세계적인 톱 모델이 되었다.
프랑스의 감독 뤼크 베송의 SF 명작 제5원소의 릴루 역으로 세계적인 배우로 발돋움하였고, 또 베송의 다른 작품인 잔 다르크에 잔 다르크 역으로 출연하여 스포트라이트를 받았다. 그 후 유명 인기 게임을 영화화한 레지던트 이블 시리즈의 앨리스 역으로 출연하여 미국과 전 세계 박스오피스에서 성공을 거두며 할리우드의 대표적인 여전사 배우로 자리잡았다.
그녀는 화려한 모델 경력만큼이나 화려한 결혼 생활로 유명하다. 총 2번의 이혼과 3번의 결혼을 하였다. 특히 자신이 출연한 영화의 감독 2명과 결혼하였다. 1992년 16살의 어린 나이에 배우 숀 앤드루스와 결혼하였으나 어머니의 반대로 2개월 만에 이혼했고, 제5원소로 만난 뤼크 베송 감독과 1997년 결혼하였으나 1999년 잔 다르크 찰영 중 이혼하였다. 그 후 레지던트 이블의 폴 W. S. 앤더슨 감독과 2000년 레지던트 이블 촬영 중부터 교제를 시작하였다. 2002년부터 앤더슨 감독과 사실혼 관계를 유지하며 동거를 시작했다. 하지만 2004년 성격 차이로 결별하였고 잠시 홀로 생활하기도 하였다. 2005년에는 존 레넌의 아들과도 염문을 뿌리기도 하였다. 그 후 2006년부터 다시 앤더슨 감독과 동거를 시작하였고, 2007년 12월 딸 에바 앤더슨을 낳았다. 2009년 8월에 앤더슨 감독과 정식으로 결혼하였다.

## 출연 작품
| 년도   | 제목                              | 역할                       | 비고                       |
| ------ | --------------------------------- | -------------------------- | -------------------------- |
| 1988년 | 카트만두로 가는 밤기차 (TV)       | 릴리 맥코이드              |                            |
| 1988년 | 투 문 정션                        | 서맨사                     |                            |
| 1988년 | 파라다이스 (TV)                   | 캐티                       |                            |
| 1990년 | 파커 루이스는 질 수 없다          | 로빈 펙노이즈              |                            |
| 1991년 | 블루 라군 2                       | 릴리 하그레이브            |                            |
| 1991년 | 커프                              | 마야 칼튼                  |                            |
| 1991년 | 채플린                            | 밀드레드 해리스            |                            |
| 1993년 | 멍하고 혼란스러운                 | 미셸 버로우스              |                            |
| 1997년 | 제5원소                           | 릴루                       | $263,920,180               |
| 1998년 | 히 갓 게임                        | 다코타 번스                |                            |
| 1999년 | 잔 다르크                         | 잔 다르크                  | $66,976,317                |
| 2000년 | 클레임                            | 루시아                     | 한정판 발매됨              |
| 2001년 | 밀리언 달러 호텔                  | 엘로이즈                   | 한정판 발매됨              |
| 2001년 | 주랜더                            | 카팅카 잉가보고비나나나    |                            |
| 2002년 | 레지던트 이블                     | 앨리스                     | $102,441,078               |
| 2002년 | 유 스투피드 맨                    | 내딘                       |                            |
| 2003년 | 더미                              | 팡고라 '패니' 구르캘       | 한정판 발매됨              |
| 2003년 | 노 굿 디드                        | 에린                       |                            |
| 2004년 | 레지던트 이블 2                   | 앨리스                     | $129,394,835               |
| 2005년 | 칼리굴라 (예고편)                 | 드루실라                   |                            |
| 2006년 | 울트라바이올렛                    | 바이올렛 송 잿 섀리프      | $31,070,211                |
| 2007년 | 리벤지45                          | 케이트                     |                            |
| 2007년 | 레지던트 이블 3                   | 앨리스                     | $147,717,833               |
| 2008년 | 팔레르모 슈팅                     | 밀라 요보비치 (그녀 자신)  |                            |
| 2009년 | 윈터 퀸 (아사셀)                  | 아밀리아 베제츠카야        | 발표됨, 2008년에 촬영 시작 |
| 2010년 | 포스카인드                        | 공포, 미스터리, SF, 스릴러 | 2010.02.25                 |
| 2010년 | 레지던트 이블 4: 끝나지 않은 전쟁 | 공포, 액션, SF, 스릴러     | 2010.09.15 한국            |
| 2011년 | 삼총사3D                          | 어드벤처, 액션             | 2011.10.21 한국            |
| 2016년 | 쥬랜더 리턴즈                     | 카틴카                     | 2016.8.31 한국             |
| 2017년 | 레지던트 이블: 파멸의 날          | 앨리스                     | 2017.1.25 한국             |
| 2018년 | 퓨쳐 월드                         | 드럭로드                   |                            |
| 2019년 | 헬보이                            | 피의 여왕 다무에           |                            |
| 2019년 | 파라다이스 힐스                   | 공작부인                   |                            |
| 2019년 | 루키스                            | 브루스                     |                            |
| 2020년 | 몬스터 헌터                       | 아르테미스 대위            |                            |
| 2024년 | 브리드                            | 테스                       | 2024.12.12. 한국           |

## 음반
- The Divine Comedy(신곡) - 1994년 4월에 발매(싱글 트랙: "Gentleman Who Fell")
- The Peopletree Sessions - 인가되지 않은 앨범.

### 사운드트랙
- 밀리언 달러 호텔 (사운드트랙) - "Satellite of Love"
- 할리우드 야생으로 가다 자선 공연 모음 - 밀라의 밴드 Plastic Has Memory의 "On the Hill"
- 언더월드(사운드트랙) - "Rocket Collecting"
- 유혹의 법칙(사운드트랙) - "The Gentleman Who Fell"
- 더미(사운드트랙) - "Shein VI Di l'Vone", "Mezinka"
- 사랑의 선물 II: 환희의 대양 디팍쵸프라의 앨범 - "Former Lover"